# Thuriostoma homalospora
Thuriostoma homalospora är en fjärilsart som beskrevs av Edward Meyrick 1934. Thuriostoma homalospora ingår i släktet Thuriostoma och familjen äkta malar.
Artens utbredningsområde är Samoa. Inga underarter finns listade i Catalogue of Life.